# Crocigrapha normani
Crocigrapha normani là một loài bướm đêm trong họ Noctuidae.